# Musica vecchia
Musica vecchia è una novella di Luigi Pirandello, pubblicata per la prima volta il primo di febbraio del 1910. Venne poi inserita nella raccolta Dal naso al cielo, del 1925, come ultima novella.

## Trama
Milla Donetti, donna di mezza età, decide di partecipare ad un concerto ma a causa di un ospite inaspettato, il maestro Icilio Saporini, deve rimandare. Saporini, un uomo ormai anziano, è appena ritornato dagli Stati Uniti per rivivere i suoi vecchi tempi passati a Roma. Egli conosceva la mamma di Milla, Margherita, e in cerca di essa era venuto fino a casa sua. Qui scopre che Margherita è ormai morta e inizia ad avere dialoghi con la curiosa Milla. Molto legato al suo passato e soprattutto alla musica dei vecchi tempi, Saporini non si riconosce nel presente. Milla invece del passato non ne sa molto, perché è una donna legata al presente o meglio alla modernità. Saporini infine muore a causa di una malattia nel suo nuovo appartamento, che aveva appena comprato a Roma.

## Analisi
La novella permette di osservare come il progresso e la modernità abbiano schiacciato il passato eliminando i ricordi che per alcune persone sono un patrimonio importantissimo. Si nota infatti la differenza tra generazioni che vivono con i ricordi del passato e generazioni che pensano soltanto al futuro e al nuovo. Questa novella fa capire, infatti, che i ricordi non sono qualcosa che vada eliminato ma un patrimonio da conservare per sempre.

## Edizioni
- Luigi Pirandello, Natura ed arte, 1 febbraio 1910
- Luigi Pirandello, Maschere nude, Casa editrice italiana di A. Quattrini, 1914
- Luigi Pirandello, Dal naso al cielo, 1925